# Modicicoccus gagnei
Modicicoccus gagnei är en insektsart som beskrevs av Sunita Bhatti 1990. Modicicoccus gagnei ingår i släktet Modicicoccus och familjen pärlsköldlöss.
Artens utbredningsområde är Papua Nya Guinea. Inga underarter finns listade i Catalogue of Life.